# K.M. Klausen
Kristoffer (døbt Christoffer)  Marqvard Klausen (født 28. september 1852 på Lolland, død 19. januar 1924 i København) var en dansk politiker og en af nøglepersonerne i Socialdemokratiets gennembrudsperiode omkring 1900.
K.M. Klausen var søn af gårdejer Claus Jensen (Frimand), tog skolelærereksamen fra Skaarup Seminarium 1873 og Statens udvidede Lærerkursus 1874-1877, var kommunelærer i København 1878-1898 og medbestyrer af Undervisningsanstalten København.
Fra 1890 indtil 1920 var Klausen medlem af Socialdemokratiets hovedbestyrelse, medlem af Borgerrepræsentationen 1893-1900 og folketingsmand for Frederiksbergs 2. kreds fra 1895, medlem af Folketingets Finansudvalg fra 1898 (formand 1914-1918), rådmand i Magistratens 1. afdeling fra 1900 til 1914, medlem af Forsvarskommissionen 1902-1908 og revisor i Sparekassen for Kjøbenhavn og Omegn. I 1914 var han medlem af komiteen for Handels- og Søfartsmuseet.
Han var oprindeligt begravet på Bispebjerg Kirkegård, derefter er gravstedet flyttet til Brønshøj Kirkegård, hvor det siden er blevet nedlagt.